# Atherton (Australia)
Atherton – miejscowość w Australii, w stanie Queensland.
11 lipca 1916 roku urodził się tam Aleksander Michajłowicz Prochorow, syn rosyjskich emigrantów, fizyk, laureat Nagrody Nobla.